# Vincent D’Onofrio

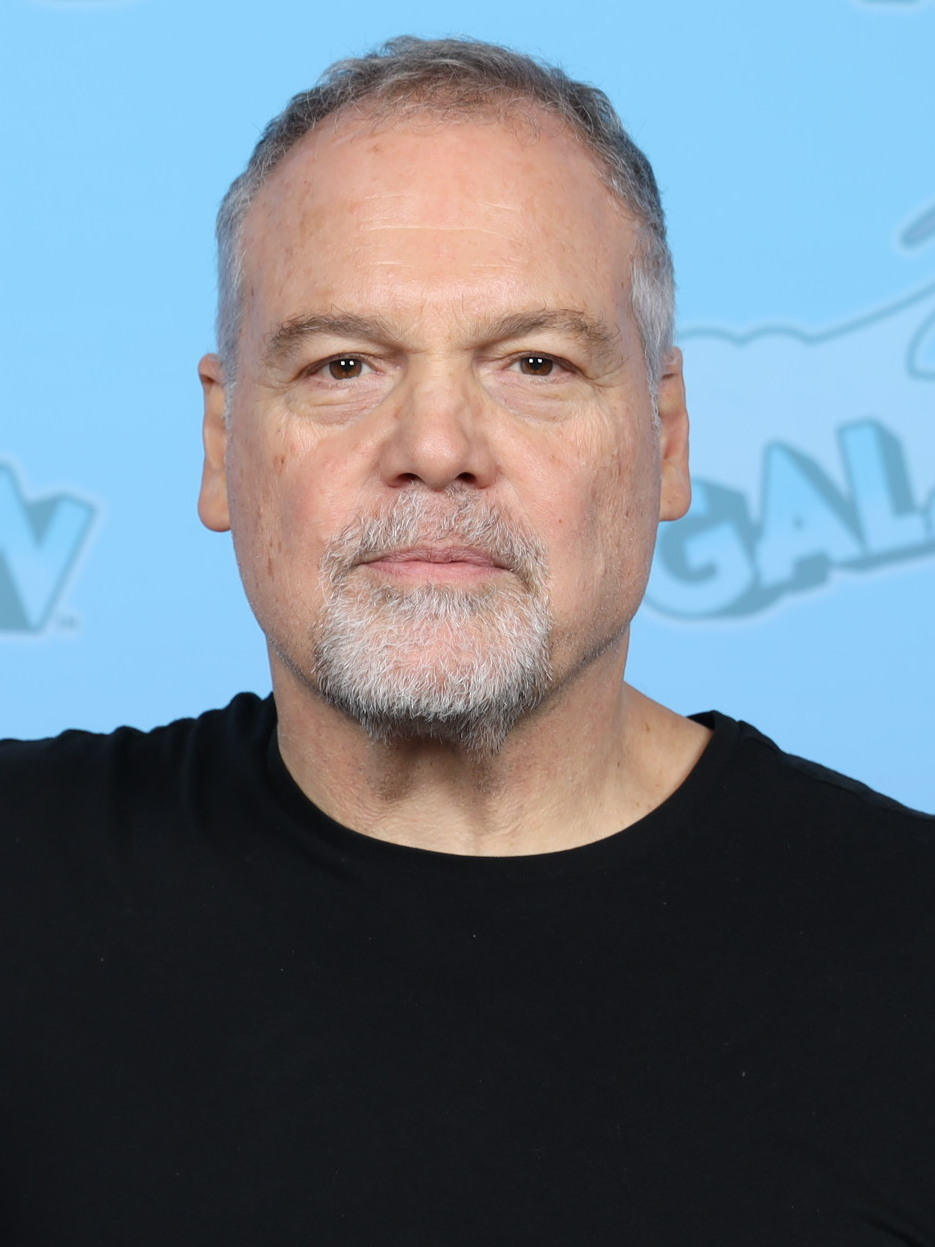
Vincent D’Onofrio (2023)

Vincent Philip D’Onofrio (* 30. Juni 1959 in Bensonhurst, Brooklyn, New York City) ist ein US-amerikanischer Schauspieler, Filmregisseur und Drehbuchautor.

## Leben
D’Onofrio wuchs auf Hawaii, in Colorado und Miami auf. In Florida spielte er auch unter der Regie seines Vaters zum ersten Mal Theater. Anfang der 1970er Jahre zog er zurück nach New York, wo er zunächst am Broadway an einem Theaterabend mit zwei Stücken unter dem Titel Open Admissions debütierte und sich anschließend dem American Stanislavsky Theater anschloss. Dort wirkte er in Inszenierungen der Stücke Von Mäusen und Menschen, Der versteinerte Wald, The Indian Wants The Bronx und Sexuelle Perversionen in Chicago mit.
Im Jahr 1987 spielte er in der Miami-Vice-Folge In letzter Sekunde mit, in der er es zusammen mit Gangsterboss Calderone auf das Leben von Rico Tubbs (Philip Michael Thomas) abgesehen hat. Popularität erlangte er durch seine Darstellung des Soldaten Private Gomer Pyle (in der deutschen Version „Private Paula“) in Stanley Kubricks Film Full Metal Jacket. Für diese Rolle legte er über 30 Kilogramm an Gewicht zu und übertraf damit Robert De Niro mit 27,3 Kilogramm für Wie ein wilder Stier. Für The Salton Sea (2002) wiederholte D’Onofrio dies mit einer Zunahme von 20 Kilogramm.
Zweimal stellte D’Onofrio den Filmemacher Orson Welles dar: in dem Kurzfilm Five Minutes, Mr. Welles von 2005 wie auch 1994 in Ed Wood. Neben zahlreichen weiteren Filmrollen (unter anderem in Men in Black und The Cell), in denen er häufig psychopathische oder bösartige Charaktere verkörperte, erschien D’Onofrio auch in der Rolle eines Fischers in der Literaturverfilmung Salz auf unserer Haut. Von 2001 bis 2010 gehörte D’Onofrio in der Rolle des eigenwilligen Detectives Robert Goren zur Stammbesetzung der US-Krimiserie Criminal Intent. 2011 kehrte er für die letzte Staffel der Serie noch einmal in seine alte Rolle zurück. 2015 war er in Jurassic World zu sehen und übernahm außerdem die Rolle des Wilson Fisk/Kingpin in der Netflix-Serie Marvel’s Daredevil.
D’Onofrio ist auch als Regisseur tätig. 2010 wurde mit dem Horrormusical Don’t Go in the Woods sein Spielfilmdebüt veröffentlicht. 2019 folgte der Western The Kid – Der Pfad des Gesetzlosen.
D’Onofrio hat zwei ältere Schwestern. Von 1989 bis 1993 war er mit der Schauspielerin Greta Scacchi liiert, mit der er die Tochter Leila George (* 1992 in Australien) hat. Seit 1997 ist er mit Carin van der Donk verheiratet. Das Paar trennte sich 2003 vorübergehend, ist aber seit 2005 wieder zusammen; sie haben zwei Söhne.

## Filmografie
Als Schauspieler
- 1983: Die große Anmache (The First Turn-On!!)
- 1984: Ehrlich lohnt sich nicht (It Don’t Pay to Be an Honest Citizen)
- 1986–1987: Der Equalizer (The Equalizer, Fernsehserie, zwei Folgen)
- 1987: Miami Vice (Fernsehserie)
- 1987: Full Metal Jacket
- 1987: Die Nacht der Abenteuer (Adventures in Babysitting)
- 1988: Pizza Pizza – Ein Stück vom Himmel (Mystic Pizza)
- 1989: Signs of Life
- 1989: Die Jugger – Kampf der Besten (The Blood of Heroes)
- 1991: Zwischen Liebe und Haß (Crooked Hearts)
- 1991: Entscheidung aus Liebe (Dying Young)
- 1991: Fires Within – Zwischen Liebe und Leidenschaft (Fires Within)
- 1991: Nackter Tango (Naked Tango)
- 1991: JFK – Tatort Dallas (JFK)
- 1992: The Player
- 1992: Salz auf unserer Haut (Salt on Our Skin)
- 1992: Malcolm X
- 1993: Ein ganz normales Wunder (Household Saints)
- 1993: Mr. Wonderful
- 1994: Wer hat meine Familie geklaut? (Being Human)
- 1994: Ed Wood
- 1994: Unsere Welt war eine schöne Lüge (Imaginary Crimes)
- 1994: Nunzio’s Second Cousin (Kurzfilm)
- 1994: The Investigator (Fernsehkurzfilm)
- 1995: Hotel Paradise (Kurzfilm)
- 1995: Stuart Stupid – Eine Familie zum Kotzen (Stuart Saves His Family)
- 1995: Strange Days
- 1996: Liebe auf dem Prüfstand (The Whole Wide World)
- 1996: Heiße Nächte in Las Vegas (The Winner)
- 1996: Minnesota (Feeling Minnesota)
- 1996: Good Luck – Na dann viel Glück! (Good Luck)
- 1997: Boys Life 2
- 1997: Men in Black
- 1997: Homicide (Homicide: Life on the Street, Fernsehserie)
- 1997: Tod vor der Kamera (Guy)
- 1998: Pelham Bay Park (The Taking of Pelham One Two Three)
- 1998: Die Newton Boys (The Newton Boys)
- 1998: Claire Dolan
- 1998: Schrille Nächte in New York (The Velocity of Gary)
- 1999: Spanish Judges – Blutiges Geschäft (Spanish Judges)
- 1999: The 13th Floor – Bist du was du denkst? (The Thirteenth Floor)
- 1999: Verlorene Sieger (That Championship Season, Fernsehfilm)
- 2000: Happy Accidents
- 2000: Steal This Movie
- 2000: The Cell
- 2001: Chelsea Walls
- 2001–2011: Criminal Intent – Verbrechen im Visier (Law & Order: Criminal Intent, Fernsehserie, 191 Folgen)
- 2001: Impostor
- 2002: Bark!
- 2002: Lost Heaven (The Dangerous Lives of Altar Boys)
- 2002: The Red Sneakers (Fernsehfilm)
- 2002: The Salton Sea
- 2002: Sherlock (Fernsehfilm)
- 2005: Thumbsucker
- 2005: Five Minutes, Mr. Welles (Kurzfilm)
- 2006: Trennung mit Hindernissen (The Break-Up)
- 2008: The Narrows
- 2008: Cadillac Records
- 2009: Staten Island
- 2009: The New Tenants
- 2010: Gesetz der Straße – Brooklyn’s Finest (Brooklyn’s Finest)
- 2011: Bulletproof Gangster (Kill the Irishman)
- 2012: Chained
- 2012: Sinister
- 2012: Fire with Fire – Rache folgt eigenen Regeln (Fire with Fire)
- 2013: Ass Backwards – Die Schönsten sind wir (Ass Backwards)
- 2013: Gangster Chronicles (Pawn Shop Chronicles)
- 2013: Escape Plan
- 2013: Lang lebe Charlie Countryman (The Necessary Death of Charlie Countryman)
- 2014: Der Richter – Recht oder Ehre (The Judge)
- 2014: Mall: Wrong Time, Wrong Place (Mall)
- 2015: Run All Night
- 2015–2018: Marvel’s Daredevil (Fernsehserie)
- 2015: Jurassic World
- 2015: Broken Horses
- 2016: Pelé: Birth of a Legend
- 2016: Stürmische Ernte – In Dubious Battle (In Dubious Battle)
- 2016: Die glorreichen Sieben (The Magnificent Seven)
- 2017: Rings
- 2017: Emerald City – Die dunkle Welt von Oz (Emerald City, Fernsehserie, zehn Folgen)
- 2017: CHiPs
- 2017: El Camino Christmas
- 2017–2018: Ghost Wars (Fernsehserie, acht Folgen)
- 2018: Death Wish
- 2019: The Kid – Der Pfad des Gesetzlosen (The Kid)
- seit 2019: Godfather of Harlem (Fernsehserie)
- 2020: Ratched (Fernsehserie)
- 2021: The Eyes of Tammy Faye
- 2021: Birds of Paradise
- 2021: The Unforgivable
- 2021: Hawkeye (Fernsehserie, drei Folgen)
- 2022: Night of the Cooters (Kurzfilm)
- 2023: Dumb Money – Schnelles Geld (Dumb Money)
- 2023: Wildcat
- 2024: Echo (Fernsehserie, vier Folgen)
- 2024: Lift
- seit 2025: Daredevil: Born Again (Fernsehserie)

Als Regisseur und Drehbuchautor
- 2005: Five Minutes, Mr. Welles (Kurzfilm)
- 2010: Don´t Go in the Woods
- 2019: The Kid – Der Pfad des Gesetzlosen (The Kid)
- 2022: Night of the Cooters (Kurzfilm)